# Bešankovičy
Bešankovičy (in bielorusso Бешанко́вічы?, in russo Бешенковичи?, Bešenkoviči) è un comune della Bielorussia, situato nella regione di Vicebsk.